# Acacia fleckeri
Acacia fleckeri — вид квіткових рослин з родини бобових. Ареал: Австралія (Квінсленд).

## Середовище проживання
Він часто розташовується на насипах черепашок або вздовж піщаних берегів річок чи струмків як частина облямованих лісових угруповань разом із видами евкаліпта, мелалеуки, лептоспермуму та інших видів акації.

## Біоморфологічна характеристика
Дерево зазвичай досягає висоти від 3 до 13 метрів і має голі та пониклі гілочки з невеликими пробковими, овальними або витягнутими ділянками на поверхні. Вічнозелені філодії мають вузькоеліптичну або обратноланцетную форму, пряма або злегка вигнута, довжина становить від 9 до 17 см, а ширина — від 13 до 45 мм, є від трьох до шести головних жилок.